# هنري فيلد
هنري فيلد (بالإنجليزية: Henry Field)‏ هو عالم إنسان أمريكي، ولد في 15 ديسمبر 1902 في شيكاغو في الولايات المتحدة، وتوفي في 4 يناير 1986 في كورال غيبلز في الولايات المتحدة.
من آثاره: جنوب كردستان ؛ دراسة أنثروبولوجية - نقله الى العربي جرجيس فتح الله.